# Dampierre-en-Yvelines
Dampierre-en-Yvelines ist eine französische Gemeinde mit 1003 Einwohnern (Stand 1. Januar 2022) im Département Yvelines in der Region Île-de-France. Sie gehört zum Arrondissement Rambouillet und zum Kanton Maurepas. Die Gemeinde liegt im Regionalen Naturpark Haute Vallée de Chevreuse (französisch Parc naturel régional de la Haute Vallée de Chevreuse), im Tal des Flusses Yvette.
Nachbargemeinden von Dampierre sind: Mesnil-Saint-Denis im Norden, Saint-Forget im Nordosten und Osten, Choisel im Südosten, Senlisse im Süden, Les Essarts-le-Roi im Westen und Lévis-Saint-Nom im Nordwesten.

## Geschichte
1974 wurde Maincourt-sur-Yvette nach Dampierre eingemeindet.

## Sehenswürdigkeiten
- Das Schloss Dampierre, wurde von 1675 bis 1683 durch Charles Honoré d’Albert, dem Herzog von Chevreuse, unter Leitung von Jules Hardouin-Mansart erbaut. Der Schlosspark wurde von André Le Nôtre im 18. Jahrhundert angelegt. Im Konzertsaal befindet sich das Fresko Âge d’Or von Jean-Auguste-Dominique Ingres.
- Die Kirche Saint-Pierre  stammt aus dem 13. Jahrhundert.
- Das Maison de Fer ist der Prototyp eines kleinen demontierbaren Hauses, das anlässlich der Weltausstellung von 1889 konstruiert wurde.

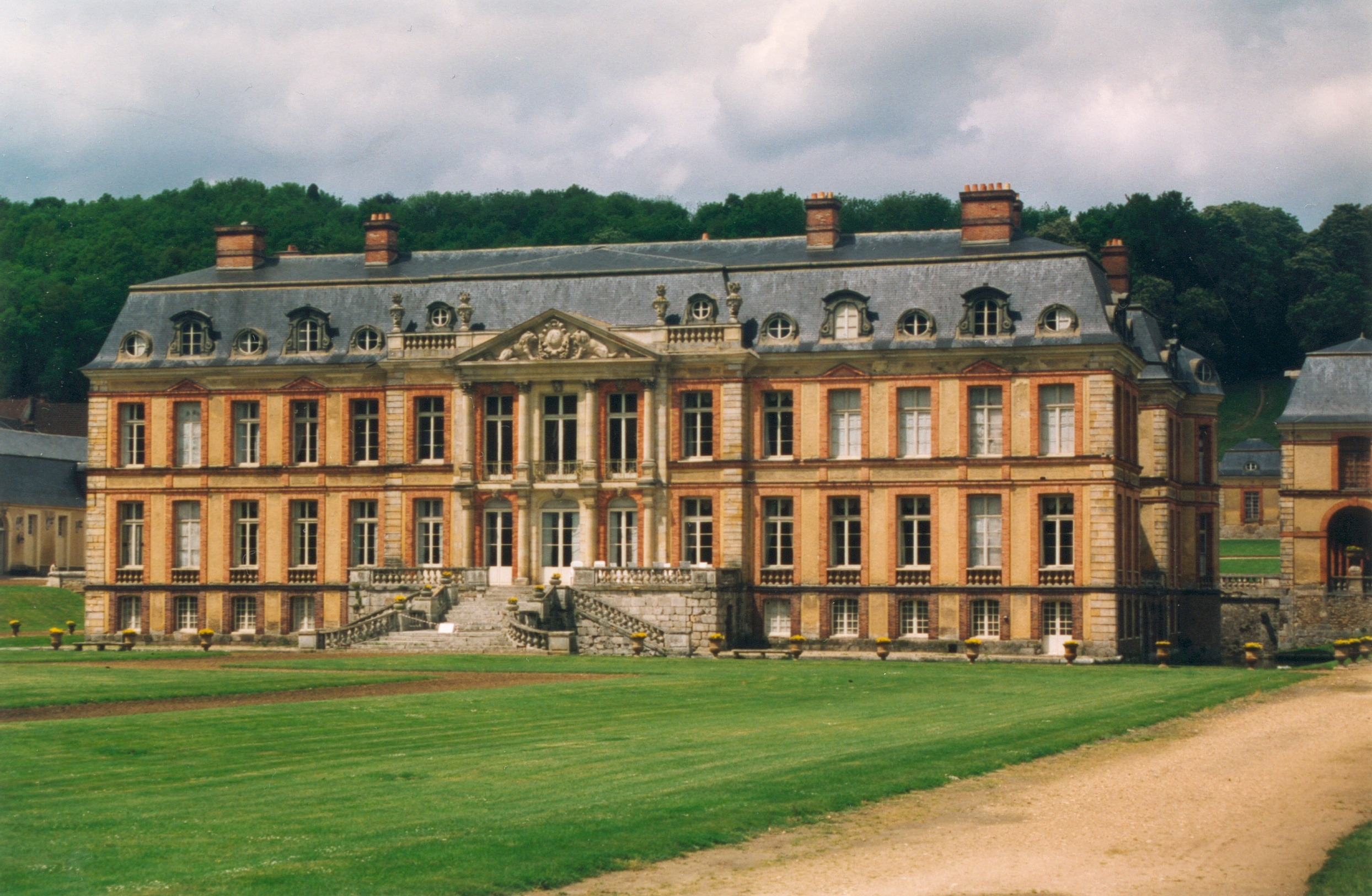
Schloss Dampierre

## Persönlichkeiten
- Joseph Marie (1821–1884), Landschaftsarchitekt
- Honoré Charles d’Albert (1868–1924), Herzog von Luynes

## Sport
2012 war Dampierre-en-Yvelines Startort der 70. Auflage der Radfernfahrt Paris–Nizza.